# Twizel (Nieuw-Zeeland)
Twizel is een plaats (town) in het Mackenzie Basin in de regio Canterbury op het Zuidereiland van Nieuw-Zeeland. In de plaats wonen circa 1.000 inwoners. Gezien de toeristische ligging verdrievoudigt het aantal inwoners zich in de zomermaanden (december – maart).

## Historie

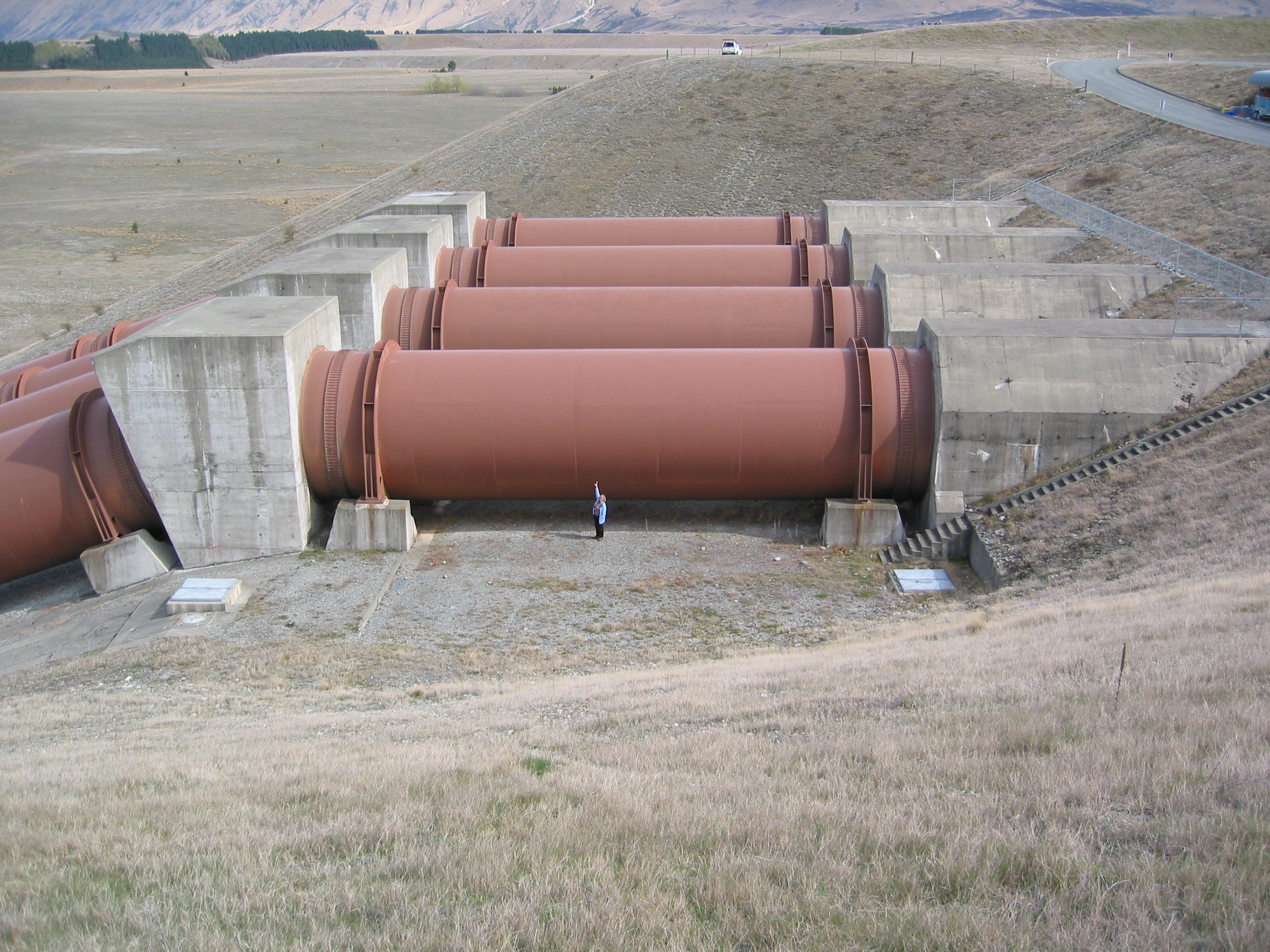
Waterkrachtcentrale in de buurt van Twizel

Twizel is in 1968 gebouwd als tijdelijke nederzetting voor de arbeiders aan het Upper Waitaki Hydroelectricity Scheme (een groot waterkrachtcentrale project op het Zuidereiland van Nieuw-Zeeland). Toen het project eenmaal gereed was, slaagde de inwoners er in 1983 in de plaats te behouden.

## Toerisme
Twizel is nu vooral een toeristische bestemming door de nabijheid van Lake Ruataniwha. Verder ligt Mount Cook op 60 kilometer afstand. Een van de belangrijkste attracties van Twizel is de Kaki Visitor Hide. De Kaki (de zwarte steltkluut) is een van de zeldzaamste steltlopers in de wereld.

## Wetenswaardigheid
Twizel was in deel drie van de filmtrilogie The Lord of the Rings het decor van de Slag van de Velden van Pelennor.